# Careno
Careno è una località in comune di Nesso, sito tra la sede comunale e il confinante comune di Pognana. Conta attualmente (2016) circa 150 abitanti. È una manciata di casette disposte a triangolo rovesciato, percorribile a piedi, fra case in pietra che parlano di un antico passato e dell'esistenza delle cave in pietra moltrasina, dei suoi scalpellini, e delle sue anguste stradine che portano ai 300 scalini che terminano al porticciolo sul lago. 

## Storia
Il “comune de Careno” figura nella “Determinatio stratarum et pontium …” annessa agli Statuti di Como del 1335, come il comune cui spetta la manutenzione del tratto della via Regina ”… usque ad molandinum Castelli de Brieno” (Statuti di Como 1335, Determinatio stratarum). Il comune apparteneva alla pieve di Nesso (Statuti di Como 1335, Determinatio mensurarum) che già la ripartizione territoriale del 1240 attribuiva al quartiere di Porta Sala della città di Como (Ripartizione pievi comasche, 1240). L’organo deliberativo del comune era un consiglio composto dai capi di casa, che si riunivano al suono della campana in luogo pubblico a seguito dell’avviso del console. I due sindaci, a cui era demandata la cura del patrimonio e la vigilanza sui riparti, venivano eletti pubblicamente e tramite pubblico istrumento. Nel 1928 il comune di Careno venne soppresso e aggregato al comune di Nesso. 

## Monumenti e luoghi d'interesse

### Architetture religiose

#### Chiesa di San Martino
È di origine medioevale e non se ne conosce l'anno di fondazione, ma sicuramente è antecedente al 1184, anno del documento firmato da papa Lucio III nel quale viene citata per la prima volta. Fu la Parrocchiale di Careno sino a metà del '600. Si raggiunge partendo dalla S.S. Lariana (583), tramite una lunga scalinata di circa 300 gradini che attraversa il borgo. L'esterno presenta la facciata fronte lago, che si sviluppa su due livelli ed è asimmetrica, in quanto incorpora la bifora del portico; il campanile è tipico dell’architettura romanica comasca, su di esso si aprono feritoie, monofore e bifore. Si accede all'interno oltrepassando un robusto portone in legno, che si apre su un piccolo tesoro: l'abside dotato di una bifora che si apre verso il lago e di lacerti di affreschi non leggibili. L'interno presenta un’aula a navata unica, coperta da una volta a crociera, e un presbiterio rettangolare; aula e presbiterio sono divisi da un arco a sesto ribassato. La decorazione pittorica (cinquecentesca) è tornata alla luce in anni recenti, in quanto rimasta celata da strati di intonaco per lungo tempo: essa riveste le pareti dell’area presbiterale e i costoloni della volta a crociera della navata, ornati da motivi floreali; l'arco di trionfo è decorato da tre ovali che racchiudono le figure protagoniste dell’Annunciazione (Angelo annunciante, Vergine annunciata e Dio Padre). Le pareti del presbiterio, rivestite da affreschi che simulano marmi, ospitano una Crocifissione tra due santi (si riconoscono, in un trittico dipinto notevolmente danneggiato, la parte superiore della croce e un santo papa alla sua destra) e Sant’Antonio abate.

#### Chiesa di Maria Assunta
Di origine secentesca, la costruzione si era resa necessaria a causa delle mutate esigenze liturgiche e dell’aumento della popolazione di Careno: la primitiva parrocchiale di San Martino non era più sufficiente ad ospitare i fedeli. È situata a ridosso della S.S. Lariana (583). L'esterno propone una facciata suddivisa in tre parti da lesine, quella centrale è caratterizzato dal portale in granito, mentre le due laterali da altrettante nicchie. Nella zona superiore, invece, con arco a tutto sesto, si apre una finestra. In linea con la facciata, a destra, si innalza la torre campanaria. L’interno a navata unica, su cui si innesta il presbiterio semicircolare, è suddiviso in due campate con copertura a volte a crociera. La decorazione ad affresco è stata eseguita nel XX secolo (1957) dal pittore Pietro Grossi; la chiesa comunque ospita anche opere più antiche; nella seconda campata si aprono due cappelle. Il presbiterio è l’area maggiormente decorata da dipinti e da stucchi, questi ultimi attribuibili ad Agostino Silva di Morbio, attivo nella chiesa di Careno nel 1683; vicino all'ingresso si trova una piccola cappella battesimale con un affresco settecentesco che rappresenta il Battesimo di Gesù.

### Aree naturali

#### Monti di Careno e grotta Masera
Da Careno, con una ripida stradina scalinata, si raggiungere la località Monti di Careno, adagiata a mezza costa sulle pendici del monte Preaola. Si aprono stupendi panorami e vecchi cascinali recentemente ristrutturati, ma che hanno conservato tutto il loro sapore storico. A circa venti minuti di strada su questa frazione si trova la grotta Masera, lunga 400 m nella quale vi è anche un'ampia sala che presenta impronte di ammoniti. All'interno della grotta si trovano laghetti, sifoni, cascate e uno sviluppo di gallerie. Essa è collegata al sistema idrico sotterraneo del Pian del Tivano e dei monti Palanzone e Preaola.